# FA Cup
La Football Association Challenge Cup, meglio conosciuta come FA Cup (in italiano come Coppa d'Inghilterra) e ufficialmente chiamata Emirates FA Cup per motivi di sponsorizzazione, è la principale coppa nazionale di calcio inglese, nonché la più antica competizione calcistica ufficiale al mondo, essendo stata istituita nel 1871.
Inizialmente intesa per club dilettantistici, nel 1882 fu aperta anche ai professionisti. Il primo club professionistico a vincere la competizione fu il Blackburn Olympic nel 1883.
Con l'istituzione della Football League nel 1888, in Inghilterra venne organizzato anche il campionato; subito acquisì particolare prestigio il Double, ovvero la conquista del titolo inglese e della FA Cup nell'arco di una singola stagione sportiva; il primo Double venne conseguito dal Preston N.E. nel 1889. A oggi l'accoppiata Premier League-FA Cup è stata realizzata in 13 occasioni, l'ultima delle quali nella stagione 2022-2023 per mano del Manchester City di Pep Guardiola, che in quell’occasione si aggiudicò anche la Champions League, realizzando così il treble, mancando solo la Carabao ai quarti di finale, sconfitto per 2-0 dal Southampton.
Il luogo deputato per la finale di FA Cup è quasi sempre stato lo storico stadio londinese di Wembley, fin dall'edizione del 1923, quando veniva ancora chiamato Empire Stadium. In seguito alla chiusura dell'impianto nel 2000, la finale della coppa si è disputata al Millennium Stadium di Cardiff (Galles) fino al 2006. Dal 2007 la sede è tornata a essere lo stadio di Wembley, appena completato dopo la sua ricostruzione.
L'unico club non inglese ad avere vinto il trofeo è stato il Cardiff City nel 1927.

## Formula
La competizione è un torneo a eliminazione diretta con partita unica (cioè senza andata e ritorno, caratteristica quasi unica) e con accoppiamenti completamente casuali – non ci sono teste di serie; il sorteggio determina anche quale squadra giocherà in casa. Se la partita finisce in parità, viene solitamente rigiocata sul campo dell'altra squadra; le ripetizioni in caso di pareggio prevedono oggi tempi supplementari e in caso di necessità i tiri di rigore, benché in passato più ripetizioni fossero possibili e alcune sfide abbiano richiesto più di sei partite per decretare il passaggio del turno.
Tradizionalmente, le semifinali e la finale di FA Cup vengono giocate a Londra, nello stadio di Wembley. Dal 2001 al 2006, però, durante la ricostruzione di quest'ultimo, le semifinali e la finale si sono disputate al Millennium Stadium di Cardiff (Galles).
La competizione inizia in agosto, con il turno extra-preliminare disputato tra squadre che occupano posizioni alquanto basse nel sistema calcistico inglese, corrispondenti con le maggiori leghe dilettantistiche. Il maggior numero di squadre partecipanti alla manifestazione si è registrato nella stagione 2008-2009, quando scesero in campo 762 formazioni; il primato fu eguagliato l'anno successivo.
Dopo il turno extra-preliminare, c'è un turno preliminare, quattro turni di qualificazione e sei turni di competizione vera e propria, seguiti dalle semifinali e dalla finale. Tutte le squadre della Premier League, della Football League, della National League e delle tre leghe semiprofessionistiche locali possono partecipare. Club estranei a queste leghe possono partecipare se hanno disputato nella precedente stagione FA Cup, FA Trophy o FA Vase e si ritiene giochino in una lega "accettabile" nella stagione corrente: nei fatti, ciò si traduce nelle leghe immediatamente inferiori a quelle semiprofessionistiche. Tutte le squadre partecipanti devono avere uno stadio di capienza adatta e sicura.
Le squadre più in alto nel sistema calcistico inglese sono esentate da alcuni turni. Ad esempio, squadre che giocano la National League North o la National League South sono esentate fino al secondo turno di qualificazione, mentre quelle della National League sono esentate fino al quarto turno di qualificazione. Squadre della Football League One e della Football League Two sono esentate fino al primo turno vero e proprio in novembre e le squadre della Football League Championship e Premier League sono esentate fino al terzo turno, che tradizionalmente si gioca il primo weekend di gennaio. Le finali sono giocate a fine stagione, in maggio.
Fin dalla fondazione della Football League, il Tottenham nel 1901 è stata l'unica squadra estranea alla lega a vincere la FA Cup. Essa giocava in Southern League e fu promossa in Football League nel 1908. Allora la Football League era composta di due sole divisioni di diciotto squadre; la vittoria del Tottenham era paragonabile a una squadra in fondo al terzo livello della piramide calcistica inglese (attualmente la League One) che vincesse oggi.
La squadra vincitrice si qualifica di diritto alla fase a gironi della UEFA Europa League, sempre che non sia già qualificata alla UEFA Champions League.

## Trofei

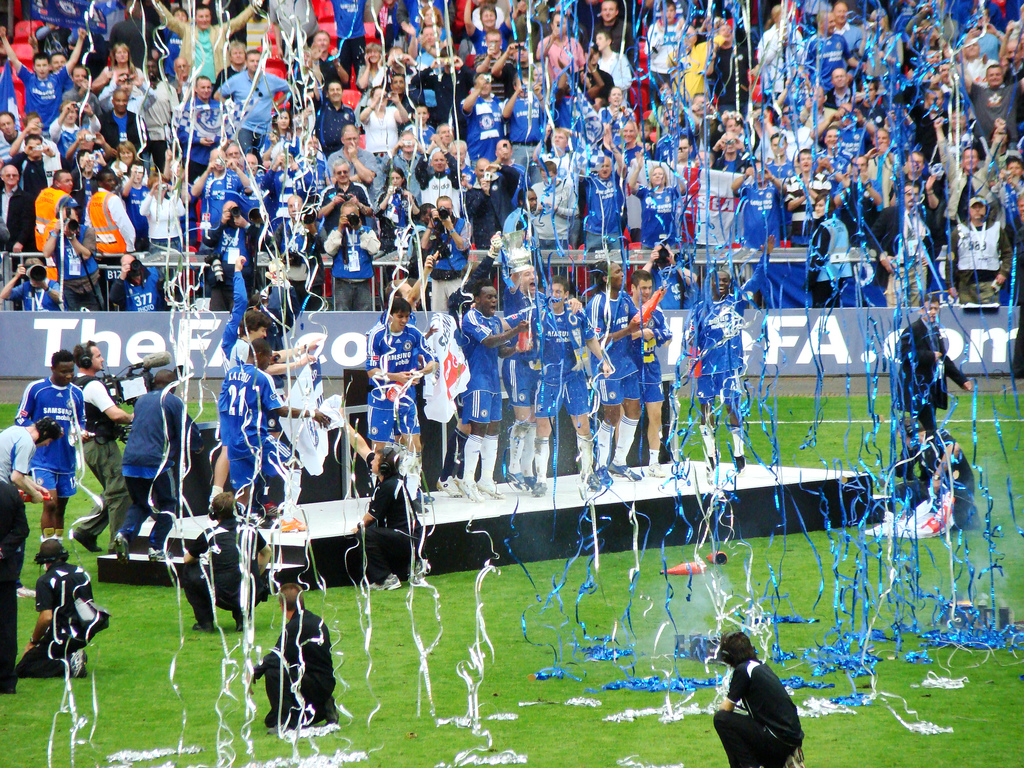
Giocatori del Chelsea in festa per la vittoria della FA Cup nel 2007.

Al termine della finale la squadra vincitrice riceve un trofeo, anch'esso noto come "FA Cup", che deterrà fino alla finale dell'anno seguente. Tradizionalmente, nelle finali di Wembley, la consegna veniva fatta nel palco reale, con i giocatori, guidati dal capitano, che salivano da una scalinata a un passaggio davanti al palco e uscivano da una seconda scalinata sul lato opposto del palco. A Cardiff la consegna è stata fatta da un podio posto sul campo di gioco. La coppa è decorata da nastri con i colori della squadra vincente; un comune indovinello chiede "Cos'è che viene sempre portato alla finale di coppa, ma mai usato?" (La risposta è: " i nastri della squadra perdente"). I singoli giocatori delle squadre che disputano la finale ricevono una medaglia, diversa per vincitori e per gli sconfitti.
L'attuale trofeo dell'FA Cup è il quarto nella storia di questa competizione. Il primo, il "piccolo idolo di latta", venne usato dalla nascita della coppa, nel 1871-72, fino a quando venne rubato dalla vetrina di un negozio di Birmingham, di proprietà di William Shillcock, mentre era detenuto dall'Aston Villa, l'11 settembre 1895. Non venne più ritrovato e si suppone che venne fuso. Il secondo trofeo era una replica del primo, e venne usato per l'ultima volta nel 1910, prima di essere consegnato al presidente della Football Association Lord Kinnaird. Questo trofeo venne venduto a un'asta di Christie's il 19 maggio 2005 per 420.000 sterline (478.400 contando tasse e diritti) a David Gold, presidente del Birmingham City. A settembre 2020, il proprietario del Manchester City, lo sceicco Mansour bin Zayed, ha acquistato il trofeo a un'asta pubblica per 760.000 sterline, donandolo nuovamente al National Football Museum di Manchester, dove rimarrà in mostra al pubblico.
Un nuovo e più grande trofeo venne acquistato dalla FA nel 1911, disegnato e realizzato dalla gioielleria Fattorini di Bradford e vinto dal Bradford City alla prima occasione, l'unica volta in cui una squadra di Bradford ha raggiunto la finale. Questo trofeo esiste ancora ma è troppo fragile per poter essere usato, ne venne quindi fatta una replica esatta, in uso dalla finale del 1992. Quindi, anche se la FA Cup è la più vecchia competizione calcistica nazionale del mondo, il suo trofeo non è il più vecchio; tale titolo spetta alla Scottish Cup.

## Sponsor
A partire dalla stagione 1994-95 la FA Cup ha uno sponsor. Comunque, per proteggere l'identità della famosa competizione, il nome è rimasto "The FA Cup", contrariamente a quanto successo con gli accordi di sponsorizzazione della English Football League Cup. La competizione è stata quindi chiamata anche "The FA Cup sponsorizzata da" più il nome dello sponsor. Dalla stagione 2015-16 la competizione si chiama formalmente "The Emirates FA Cup".
Gli sponsor sono stati:
- dal 1871-72 al 1993-94: nessun main sponsor
- dal 1994-95 al 1997-98: Littlewoods
- dal 1998-99 al 2001-02: AXA
- dal 2002-03 al 2005-06: nessun main sponsor
- dal 2006-07 al 2010-11: E.ON
- dal 2011-12 al 2013-14: Budweiser
- 2014-15: nessun main sponsor
- dal 2015-16 ad oggi: Emirates

## Albo d'oro
- 1871-1872:  Wanderers (1)
- 1872-1873:  Wanderers (2)
- 1873-1874:  Oxford University (1)
- 1874-1875:  Royal Engineers (1)
- 1875-1876:  Wanderers (3)
- 1876-1877:  Wanderers (4)
- 1877-1878:  Wanderers (5)
- 1878-1879:  Old Etonians (1)
- 1879-1880:  Clapham Rovers (1)
- 1880-1881:  Old Carthusians (1)
- 1881-1882:  Old Etonians (2)
- 1882-1883:  Blackburn Olympic (1)
- 1883-1884:  Blackburn (1)
- 1884-1885:  Blackburn (2)
- 1885-1886:  Blackburn (3)
- 1886-1887:  Aston Villa (1)
- 1887-1888:  West Bromwich (1)
- 1888-1889:  Preston N.E. (1)
- 1889-1890:  Blackburn (4)
- 1890-1891:  Blackburn (5)
- 1891-1892:  West Bromwich (2)
- 1892-1893:  Wolverhampton (1)
- 1893-1894:  Notts County (1)
- 1894-1895:  Aston Villa (2)
- 1895-1896:  Sheffield Weds (1)
- 1896-1897:  Aston Villa (3)
- 1897-1898:  Nottingham Forest (1)
- 1898-1899:  Sheffield Utd (1)
- 1899-1900:  Bury (1)
- 1900-1901:  Tottenham (1)
- 1901-1902:  Sheffield Utd (2)
- 1902-1903:  Bury (2)
- 1903-1904:  Manchester City (1)
- 1904-1905:  Aston Villa (4)
- 1905-1906:  Everton (1)
- 1906-1907:  Sheffield Weds (2)
- 1907-1908:  Wolverhampton (2)
- 1908-1909:  Manchester Utd (1)
- 1909-1910:  Newcastle Utd (1)
- 1910-1911:  Bradford City (1)
- 1911-1912:  Barnsley (1)
- 1912-1913:  Aston Villa (5)
- 1913-1914:  Burnley (1)
- 1914-1915:  Sheffield Utd (3)
- 1916-1919: Non disputata a causa della prima guerra mondiale
- 1919-1920:  Aston Villa (6)
- 1920-1921:  Tottenham (2)
- 1921-1922:  Huddersfield Town (1)
- 1922-1923:  Bolton (1)
- 1923-1924:  Newcastle Utd (2)
- 1924-1925:  Sheffield Utd (4)
- 1925-1926:  Bolton (2)
- 1926-1927:  Cardiff City (1)
- 1927-1928:  Blackburn (6)
- 1928-1929:  Bolton (3)
- 1929-1930:  Arsenal (1)
- 1930-1931:  West Bromwich (3)
- 1931-1932:  Newcastle Utd (3)
- 1932-1933:  Everton (2)
- 1933-1934:  Manchester City (2)
- 1934-1935:  Sheffield Weds (3)
- 1935-1936:  Arsenal (2)
- 1936-1937:  Sunderland (1)
- 1937-1938:  Preston N.E. (2)
- 1938-1939:  Portsmouth (1)
- 1939-1940: Interrotta a causa della seconda guerra mondiale
- 1941-1945: Non disputata per la seconda guerra mondiale
- 1945-1946:  Derby County (1)
- 1946-1947:  Charlton (1)
- 1947-1948:  Manchester Utd (2)
- 1948-1949:  Wolverhampton (3)
- 1949-1950:  Arsenal (3)
- 1950-1951:  Newcastle Utd (4)
- 1951-1952:  Newcastle Utd (5)
- 1952-1953:  Blackpool (1)
- 1953-1954:  West Bromwich (4)
- 1954-1955:  Newcastle Utd (6)
- 1955-1956:  Manchester City (3)
- 1956-1957:  Aston Villa (7)
- 1957-1958:  Bolton (4)
- 1958-1959:  Nottingham Forest (2)
- 1959-1960:  Wolverhampton (4)
- 1960-1961:  Tottenham (3)
- 1961-1962:  Tottenham (4)
- 1962-1963:  Manchester Utd (3)
- 1963-1964:  West Ham Utd (1)
- 1964-1965:  Liverpool (1)
- 1965-1966:  Everton (3)
- 1966-1967:  Tottenham (5)
- 1967-1968:  West Bromwich (5)
- 1968-1969:  Manchester City (4)
- 1969-1970:  Chelsea (1)
- 1970-1971:  Arsenal (4)
- 1971-1972:  Leeds Utd (1)
- 1972-1973:  Sunderland (2)
- 1973-1974:  Liverpool (2)
- 1974-1975:  West Ham Utd (2)
- 1975-1976:  Southampton (1)
- 1976-1977:  Manchester Utd (4)
- 1977-1978:  Ipswich Town (1)
- 1978-1979:  Arsenal (5)
- 1979-1980:  West Ham Utd (3)
- 1980-1981:  Tottenham (6)
- 1981-1982:  Tottenham (7)
- 1982-1983:  Manchester Utd (5)
- 1983-1984:  Everton (4)
- 1984-1985:  Manchester Utd (6)
- 1985-1986:  Liverpool (3)
- 1986-1987:  Coventry City (1)
- 1987-1988:  Wimbledon FC (1)
- 1988-1989:  Liverpool (4)
- 1989-1990:  Manchester Utd (7)
- 1990-1991:  Tottenham (8)
- 1991-1992:  Liverpool (5)
- 1992-1993:  Arsenal (6)
- 1993-1994:  Manchester Utd (8)
- 1994-1995:  Everton (5)
- 1995-1996:  Manchester Utd (9)
- 1996-1997:  Chelsea (2)
- 1997-1998:  Arsenal (7)
- 1998-1999:  Manchester Utd (10)
- 1999-2000:  Chelsea (3)
- 2000-2001:  Liverpool (6)
- 2001-2002:  Arsenal (8)
- 2002-2003:  Arsenal (9)
- 2003-2004:  Manchester Utd (11)
- 2004-2005:  Arsenal (10)
- 2005-2006:  Liverpool (7)
- 2006-2007:  Chelsea (4)
- 2007-2008:  Portsmouth (2)
- 2008-2009:  Chelsea (5)
- 2009-2010:  Chelsea (6)
- 2010-2011:  Manchester City (5)
- 2011-2012:  Chelsea (7)
- 2012-2013:  Wigan (1)
- 2013-2014:  Arsenal (11)
- 2014-2015:  Arsenal (12)
- 2015-2016:  Manchester Utd (12)
- 2016-2017:  Arsenal (13)
- 2017-2018:  Chelsea (8)
- 2018-2019:  Manchester City (6)
- 2019-2020:  Arsenal (14)
- 2020-2021:  Leicester City (1)
- 2021-2022:  Liverpool (8)
- 2022-2023:  Manchester City (7)
- 2023-2024:  Manchester Utd (13)
- 2024-2025:  Crystal Palace (1)

### Vittorie per squadra
| Squadra           | Vinte | Perse | Finali | Stagioni vittorie | Stagioni secondi posti                                                          |
| ----------------- | ----- | ----- | ------ | --- | ------------------------------------------------------------------------------- |
| Arsenal           | 14    | 7     | 21     | 1929-30, 1935-36, 1949-50, 1970-71, 1978-79, 1992-93, 1997-98, 2001-02, 2002-03, 2004-05, 2013-14, 2014-15, 2016-17, 2019-20 | 1926-27, 1931-32, 1951-52, 1971-72, 1977-78, 1979-80, 2000-01                   |
| Manchester Utd    | 13    | 9     | 22     | 1908-09, 1947-48, 1962-63, 1976-77, 1982-83, 1984-85, 1989-90, 1993-94, 1995-96, 1998-99, 2003-04, 2015-16, 2023-24          | 1956-57, 1957-58, 1975-76, 1978-79, 1994-95, 2004-05, 2006-07, 2017-18, 2022-23 |
| Chelsea           | 8     | 8     | 16     | 1969-70, 1996-97, 1999-00, 2006-07, 2008-09, 2009-10, 2011-12, 2017-18                                                       | 1914-15, 1966-67, 1993-94, 2001-02, 2016-17, 2019-20, 2020-21, 2021-22          |
| Liverpool         | 8     | 7     | 15     | 1964-65, 1973-74, 1985-86, 1988-89, 1991-92, 2000-01, 2005-06, 2021-22                                                       | 1913-14, 1949-50, 1970-71, 1976-77, 1987-88, 1995-96, 2011-12                   |
| Tottenham         | 8     | 1     | 9      | 1900-01, 1920-21, 1960-61, 1961-62, 1966-67, 1980-81, 1981-82, 1990-91                                                       | 1986-87                                                                         |
| Manchester City   | 7     | 7     | 14     | 1903-04, 1933-34, 1955-56, 1968-69, 2010-11, 2018-19, 2022-23                                                                | 1925-26, 1932-33, 1954-55, 1980-81, 2012-13, 2023-24, 2024-25                   |
| Aston Villa       | 7     | 4     | 11     | 1886-87, 1894-95, 1896-97, 1904-05, 1912-13, 1919-20, 1956-57                                                                | 1891-92, 1923-24, 1999-00, 2014-15                                              |
| Newcastle Utd     | 6     | 7     | 13     | 1909-10, 1923-24, 1931-32, 1950-51, 1951-52, 1954-55                                                                         | 1904-05, 1905-06, 1907-08, 1910-11, 1973-74, 1997-98, 1998-99                   |
| Blackburn         | 6     | 2     | 8      | 1883-84, 1884-85, 1885-86, 1889-90, 1890-91, 1927-28                                                                         | 1881-82, 1959-60                                                                |
| Everton           | 5     | 8     | 13     | 1905-06, 1932-33, 1965-66, 1983-84, 1994-95                                                                                  | 1892-93, 1896-97, 1906-07, 1967-68, 1984-85, 1985-86, 1988-89, 2008-09          |
| West Bromwich     | 5     | 5     | 10     | 1887-88, 1891-92, 1930-31, 1953-54, 1967-68                                                                                  | 1885-86, 1886-87, 1894-95, 1911-12, 1934-35                                     |
| Wanderers         | 5     | 0     | 5      | 1871-72, 1872-73, 1875-76, 1876-77, 1877-78                                                                                  | -                                                                               |
| Wolverhampton     | 4     | 3     | 7      | 1892-93, 1907-08, 1948-49, 1959-60                                                                                           | 1888-89, 1895-96, 1920-21                                                       |
| Bolton            | 4     | 3     | 7      | 1922-23, 1925-26, 1928-29, 1957-58                                                                                           | 1893-94, 1903-04, 1952-53                                                       |
| Sheffield Utd     | 4     | 2     | 6      | 1898-99, 1901-02, 1914-15, 1924-25                                                                                           | 1900-01, 1935-36                                                                |
| Sheffield Weds    | 3     | 3     | 6      | 1895-96, 1906-07, 1934-35 | 1889-90, 1965-66, 1992-93                                                       |
| West Ham Utd      | 3     | 2     | 5      | 1963-64, 1974-75, 1979-80 | 1922-23, 2005-06                                                                |
| Preston N.E.      | 2     | 5     | 7      | 1888-89, 1937-38 | 1887-88, 1921-22, 1936-37, 1953-54                                              |
| Old Etonians      | 2     | 4     | 6      | 1878-79, 1881-82 | 1874-75, 1875-76, 1880-81, 1882-83                                              |
| Portsmouth        | 2     | 3     | 5      | 1938-39, 2007-08 | 1928-29, 1933-34, 2009-10                                                       |
| Sunderland        | 2     | 2     | 4      | 1936-37, 1972-73 | 1912-13, 1991-92                                                                |
| Nottingham Forest | 2     | 1     | 3      | 1897-98, 1958-59 | 1990-91                                                                         |
| Bury              | 2     | 0     | 2      | 1899-00, 1902-03 | -                                                                               |
| Huddersfield Town | 1     | 4     | 5      | 1921-22 | 1919-20, 1927-28, 1929-30, 1937-38                                              |
| Leicester City    | 1     | 4     | 5      | 2020-21 | 1948-49, 1960-61, 1962-63, 1968-69                                              |
| Oxford University | 1     | 3     | 4      | 1873-74 | 1872-73, 1876-77, 1879-80                                                       |
| Royal Engineers   | 1     | 3     | 4      | 1874-75 | 1871-72, 1873-74, 1877-78                                                       |
| Derby County      | 1     | 3     | 4      | 1945-46 | 1897-98, 1898-99, 1902-03                                                       |
| Leeds Utd         | 1     | 3     | 4      | 1971-72 | 1964-65, 1969-70, 1972-73                                                       |
| Southampton       | 1     | 3     | 4      | 1975-76 | 1899-00, 1901-02, 2002-03                                                       |
| Burnley           | 1     | 2     | 3      | 1913-14 | 1946-47, 1961-62                                                                |
| Cardiff City      | 1     | 2     | 3      | 1926-27 | 1924-25, 2007-08                                                                |
| Blackpool         | 1     | 2     | 3      | 1952-53 | 1947-48, 1950-51                                                                |
| Crystal Palace    | 1     | 2     | 3      | 2024-25 | 1989-90, 2015-16                                                                |
| Clapham Rovers    | 1     | 1     | 2      | 1879-80 | 1878-79                                                                         |
| Notts County      | 1     | 1     | 2      | 1893-94 | 1890-91                                                                         |
| Barnsley          | 1     | 1     | 2      | 1911-12 | 1909-10                                                                         |
| Charlton          | 1     | 1     | 2      | 1946-47 | 1945-46                                                                         |
| Old Carthusians   | 1     | 0     | 1      | 1880-81 | -                                                                               |
| Blackburn Olympic | 1     | 0     | 1      | 1882-83 | -                                                                               |
| Bradford City     | 1     | 0     | 1      | 1910-11 | -                                                                               |
| Ipswich Town      | 1     | 0     | 1      | 1977-78 | -                                                                               |
| Coventry City     | 1     | 0     | 1      | 1986-87 | -                                                                               |
| Wimbledon FC      | 1     | 0     | 1      | 1987-88 | -                                                                               |
| Wigan             | 1     | 0     | 1      | 2012-13 | -                                                                               |
| Queen's Park      | 0     | 2     | 2      | - | 1883-84, 1884-85                                                                |
| Birmingham City   | 0     | 2     | 2      | - | 1930-31, 1955-56                                                                |
| Watford           | 0     | 2     | 2      | - | 1983-84, 2018-19                                                                |
| Bristol City      | 0     | 1     | 1      | - | 1908-09                                                                         |
| Luton Town        | 0     | 1     | 1      | - | 1958-59                                                                         |
| Fulham            | 0     | 1     | 1      | - | 1974-75                                                                         |
| QPR               | 0     | 1     | 1      | - | 1981-82                                                                         |
| Brighton          | 0     | 1     | 1      | - | 1982-83                                                                         |
| Middlesbrough     | 0     | 1     | 1      | - | 1996-97                                                                         |
| Millwall          | 0     | 1     | 1      | - | 2003-04                                                                         |
| Stoke City        | 0     | 1     | 1      | - | 2010-11                                                                         |
| Hull City         | 0     | 1     | 1      | - | 2013-14                                                                         |

## Record e statistiche
- Quattro squadre hanno vinto la FA Cup più anni consecutivamente in due occasioni

 Wanderers: 1872, 1873 e 1876, 1877, 1878.
 Blackburn: 1884, 1885, 1886 e 1890, 1891.
 Tottenham: 1961, 1962 e 1981, 1982.
 Arsenal: 2002, 2003 e 2014, 2015
- Una squadra ha vinto la Premier League, la FA Cup e la English Football League Cup realizzando un treble:

 Manchester City: 2018-19.
- Otto squadre hanno vinto la Premier League e la FA Cup nello stesso anno realizzando un double:

 Preston N.E.: 1888-89.
 Aston Villa: 1896-97.
 Tottenham: 1960-61.
 Arsenal: 1970-71, 1997-98, 2001-02 (unica squadra che ha realizzato i doubles in tre decenni diversi).
 Liverpool: 1985-86.
 Manchester Utd: 1993-94, 1995-96, 1998-1999.
 Chelsea: 2009-10.
 Manchester City: 2018-19, 2022-23.
- Il Manchester Utd nel 1999 ed il Manchester City nel 2023 vinsero anche la Champions League, realizzando il treble.
- Nel 2001 il Liverpool non vinse il campionato, ma vinse League Cup e Coppa UEFA, completando un treble differente. Inoltre, vinse anche il Charity Shield e la Supercoppa UEFA all'inizio della stagione seguente.
- Il record del gol più veloce in una finale di FA cup è stato detenuto fino al 2009 da Roberto Di Matteo che nel 1996-1997 punì il Middlesbrough a favore del Chelsea dopo appena 43 secondi dall'inizio del match, nella finale del 2009 tra Everton e Chelsea, Louis Saha mise a segno il goal del vantaggio a favore dell'Everton dopo 25 secondi. Il record è stato battuto da Ilkay Gundogan, che nella finale del 2023 aprì il match dopo 13 secondi.
- Didier Drogba è il giocatore che ha segnato almeno un gol nel maggior numero di finali di FA cup avendo segnato con la maglia del Chelsea nel 2007 contro il Manchester United, nel 2009 contro l'Everton, nel 2010 contro il Portsmouth e nel 2012 contro il Liverpool.
- Arsène Wenger è l'allenatore che vanta il maggior numero di FA Cup vinte, 7. Precede George Ramsay (6), storico allenatore dei primi anni del 1900 alla guida dell'Aston Villa.
- Arthur Kinnaird è il giocatore ad aver disputato più finali di FA Cup nella storia della competizione, 9, tra il 1873 e il 1883 con le maglie di Wanderers e Old Etonians, vincendone 5.
- Ashley Cole è il calciatore ad aver vinto il maggior numero di FA Cup come calciatore, 7, avendone alzate 3 con l'Arsenal e 4 col Chelsea.